# Virginia Slims of Newport 1971
Il Virginia Slims of Newport 1971 è stato un torneo di tennis giocato sull'erba. È stata la 1ª edizione del torneo, che fa parte del Virginia Slims Circuit 1971. Si è giocato a Newport negli USA dal 28 agosto al 1º settembre 1971.

## Campionesse

### Singolare
Kerry Reid ha battuto in finale  Françoise Dürr con il punteggio di 6–3, 6–7, 7–6

### Doppio
Judy Tegart /  Françoise Dürr hanno battuto in finale  Kerry Harris /  Kerry Reid con il punteggio di 6–2, 6–1